# Mouzens (Tarn)
Mouzens település Franciaországban, Tarn megyében. Lakosainak száma 117 fő (2022. január 1.). Mouzens Le Cabanial, Saint-Julia, Aguts, Cuq-Toulza és Puéchoursi községekkel határos.

## Népesség
A település népességének változása:
| Lakosok száma | 121  | 120  | 125  | 125  | 124  | 126  | 128  | 122  | 117  |
|               | 2013 | 2015 | 2016 | 2017 | 2018 | 2019 | 2020 | 2021 | 2022 |